# Cercul (film din 1958)
Circul este un film românesc din 1958 regizat de Mihai Bucur.

## Distribuție
Distribuția filmului este alcătuită din:
- Grigore Crețu
- Alexandru Crețu
- Traian Ganea
- N. Dobrovolschi
- Țăndărică